# Incarnationis mysterium
Incarnationis mysterium (česky Tajemství vtělení) je papežská bula Jana Pavla II. jíž vyhlásil Velké jubileum 2000 (Svatý rok 2000), která byla vydána 29. listopadu 1998. Dodatek buly obsahuje pokyny pro získání jubilejních odpustků.

## Svatý rok 2000
Touto bulou byl Svatý rok 2000 oficiálně vyhlášen a byla definována také doby otevření Svaté brány ve Svatopetrské bazilice v průběhu Štědrého dne 24. prosince 1999 až do uzavření téže brány slavnost Epifanie 6. ledna 2001. Svatého roku 2000 byl veden pod biblický mottem z knihy List Židům: „Kristus včera, dnes i na věky“.

## Nové tisíciletí s Matkou Boží
Jan Pavel II. v ní mj. píše píše o Panny Marii: „Nikdy lidé nepřestanou volat Matku milosrdenství, a oni budou vždy nacházet útočiště pod její ochranou. Maria je a zůstává Matkou ustavičné pomoci. Pokud se snažíme každý den a se na ni spolehnout, povede nás k věčné vlasti. Vstupme proto do nového tisíciletí s Marií. Zasvěťme se opět jejímu Neposkvrněnému srdci...“. „Všechny milosti, které můžeme přijímat v tomto jubilejním roce, dostáváme skrze ruce Panny Marie, podle slova svatého faráře Arského: ,Není milosti pocházející z nebe, aniž by přicházela prostřednictvím rukou Marie...'“. „Denně může růst naše důvěra a láska k Panně Marii; kéž nás i všechen lid vede k Pánu...“.